# Halvat
Halvat je izraz koji se u orjentalnoj (islamskoj) arhitekturi i govoru bošnjaka, koristi da označi prostranu sobu posebne namene sa visokim drvenim plafonom. Halvat se u starinskim muslimanskim kućama smatra sigurnom, zaštićenom sobom u prizemlju ili intimnim porodičnim prostorom u koji drugi ne zalaze, a ima i ulogu sobe u kojoj mladenci provedu prvu bračnu noć.

## Sinonimi
Halvat — soba — sobičak — izba — odvojena soba sa posebnom namenom — soba za goste — prizemlje

## Poreklo reči
Kao element orijentalnog, u ovom slučaju osmanskog kulturnog nasleđa, izraz halvat odavno predstavlja integralni deo bošnjačkog jezika odnosno u širem smislu balkanskog kulturnog identiteta. 
Etimološki reč je turskog porekla —  halvet: prostrana soba, koja vuće korene iz arapskog jezika — ḫalwä: osama.

## Izgled
Prema veličini halvata u ovoj prostoriji su napravljeni i prozori, kojih može biti i desetak prekrivenih dvodielnom pamučnom zavesom,  koja štiti od pogleda sa uilice ili iz dvorišta.  Pored zidova su sećije koje su prekrivene jajgijom, platnom sa geometrijskim šarama po naslonu i  makatima i serdžadama na sedaonom delu.  
Na podu je obavezni ćilim, a na sredini sobe mangala kružnog oblika izrađena od bakra i gvožđa.  
Uz sećiju je postavljen stalak za Kur’an u obliku slova  X izrađen od rezbarenog drveta. 
Za osvteljenje prostorije korišćena je uljana lampa obično izrađena je od bakra, tehnikom livanja. Za zagrevanje prostorije korišne su razne vrets ozidanih peći ili kamini. 
U halvatu se zavisno od namene od nameštaja mogu nači zidno ogledalo, stolovi, komode, škrinja za rublje, kolevke. Dok se u halvetu spavalo na podu.  
Halvat je načešće locirana u prizemlju kuće. Zavisno od bogatstva domaćina, i veličine može biti veliki halavat ili mali halvat ili halvatić, a kuća može imati jedan ili više halvata. Takođe zavisno od namena halvat može biti muški, ženski i/ili devojački i momački.
Iz halvata najćečešće vode manja vratašca u halvatić, sobicu za ženske osobe.

## Literatura
- Pašić, Amir, Prilog proučavanju islamskog stambenog graditeljstva u Jugoslaviji  na primjeru Mostara, koliko je stara stambena arhitektura Mostara autohtona pojava – doktorska disertacija, Zagreb, 1989.
- Kreševljaković, Hamdija, Izabrana djela I-III, " Veselin Masleša", Sarajevo,  1991.